# Pterynotus macleani
Pterynotus macleani är en snäckart som beskrevs av Emerson och D'attilio 1968. Pterynotus macleani ingår i släktet Pterynotus och familjen purpursnäckor. Inga underarter finns listade i Catalogue of Life.